# ドミトリー・ホフロフ
ドミトリー・ヴァレーリエヴィチ・ホフロフ（ロシア語: Дмитрий Валерьевич Хохлов、1975年12月22日- ）は、現ロシア・クラスノダール地方、クラスノダール出身の元サッカー選手、サッカー指導者。現役時代のポジションはMF。

## 来歴
1975年、現ロシアのクラスノダール地方の首都クラスノダールで生まれた。FCクバン・クラスノダールのアカデミーで育ち、1992年にPFC CSKAモスクワに移籍をした。1993年、18歳の時にプロデビューを飾った。1996年にはリーグ戦で30試合出場の10得点を挙げ、FCトルペド・モスクワへ移籍を果たした。
1997年にはオランダの名門PSVアイントホーフェンに移籍をして主力として出場。1999年12月、スペインのレアル・ソシエダに移籍金480万ドルで移籍した。
2003年にFCロコモティフ・モスクワに移籍をしてロシア復帰を果たし、2005年にFCディナモ・モスクワへ移籍をした。
2008年7月13日、ロシア・プレミアリーグ第8節のFCロコモティフ・モスクワ戦 (4-2) で通算400試合出場を達成した。
2010シーズンの終了後に現役引退を表明した。2011年からはディナモ・モスクワでアシスタント・コーチやリザーブチームの監督として活動した。
2015年にはFCクバン・クラスノダールの監督を務めた。2017年にディナモ・モスクワの監督に就任した。

## 人物
- 息子のイゴール・ホフロフ（Igor Khokhlov、1993年12月14日 - ）もサッカー選手であり、現在は父と同じディナモ・モスクワのリザーブチームでプレーしている。

## 所属クラブ
- PFC CSKAモスクワ 1992-1996
- FCトルペド・モスクワ 1997
- PSVアイントホーフェン 1997-1999
- レアル・ソシエダ 1999-2003
- FCロコモティフ・モスクワ 2003-2005
- FCディナモ・モスクワ 2006-2010

## 個人成績
| クラブ                   | シーズン                 | リーグ戦 | リーグ戦 |
| クラブ                   | シーズン                 | 出場     | 得点     |
| ------------------------ | ------------------------ | -------- | -------- |
| PFC CSKAモスクワ         | 1993                     | 1        | 0        |
| PFC CSKAモスクワ         | 1994                     | 1        | 0        |
| PFC CSKAモスクワ         | 1995                     | 30       | 5        |
| PFC CSKAモスクワ         | 1996                     | 30       | 10       |
| FCトルペド・モスクワ     | 1997                     | 33       | 9        |
| PSVアイントホーフェン    | 1997-98                  | 14       | 1        |
| PSVアイントホーフェン    | 1998-99                  | 33       | 5        |
| PSVアイントホーフェン    | 1999-00                  | 13       | 3        |
| レアル・ソシエダ         | 1999-00                  | 21       | 3        |
| レアル・ソシエダ         | 2000-01                  | 37       | 4        |
| レアル・ソシエダ         | 2001-02                  | 35       | 5        |
| レアル・ソシエダ         | 2002-03                  | 18       | 2        |
| FCロコモティフ・モスクワ | 2003                     | 14       | 2        |
| FCロコモティフ・モスクワ | 2004                     | 24       | 6        |
| FCロコモティフ・モスクワ | 2005                     | 30       | 3        |
| FCディナモ・モスクワ     | 2006                     | 25       | 2        |
| FCディナモ・モスクワ     | 2007                     | 29       | 4        |
| FCディナモ・モスクワ     | 2008                     | 26       | 2        |
| FCディナモ・モスクワ     | 2009                     | 29       | 2        |
| FCディナモ・モスクワ     | 2010                     | 20       | 1        |
| ロシア・プレミアリーグ   | ロシア・プレミアリーグ   | 288      | 44       |
| エールディヴィジ         | エールディヴィジ         | 60       | 9        |
| プリメーラ・ディビシオン | プリメーラ・ディビシオン | 111      | 14       |
|                          |                          |          |          |
| 通算成績                 | 通算成績                 | 459      | 67       |

## 代表歴

### 出場大会
- ロシア代表
  - 2002 FIFAワールドカップ

### 試合数
- 国際Aマッチ 53試合 6得点（1996年-2005年）[2]

| ロシア代表 | 国際Aマッチ | 国際Aマッチ |
| 年         | 出場        | 得点        |
| ---------- | ----------- | ----------- |
| 1996       | 2           | 0           |
| 1997       | 3           | 0           |
| 1998       | 5           | 0           |
| 1999       | 8           | 0           |
| 2000       | 6           | 1           |
| 2001       | 11          | 3           |
| 2002       | 9           | 0           |
| 2003       | 2           | 1           |
| 2004       | 3           | 1           |
| 2005       | 4           | 0           |
| 通算       | 53          | 6           |

## 指導歴
- FCディナモ・モスクワ（暫定） 2012
- FCクバン・クラスノダール 2015
- FCディナモ・モスクワ 2017-

## タイトル

### クラブ
FCロコモティフ・モスクワ
- ロシア・プレミアリーグ：1 (2004)
- ロシア・スーパーカップ：1 (2005)

### 個人
- ロシアリーグ・ベストプレイヤー33：No.2 (1996, 1997, 2007); No.3 (2004, 2008, 2009)